# 東艾野生生物保護區
東艾野生生物保護區為位一座於泰国武里南府的野生生物保護區。保護區在他蘭國家公園、龐斯達國家公園、達帕雅國家公園中間，大部分地區為原始森林，面積為313平方公里。東艾野生生物保護區成立於1992年，2005年與考艾国家公园、他蘭國家公園、龐斯達國家公園以及達帕雅國家公園組成東巴耶延山－考愛山森林保護區，獲聯合國教科文化組織通過成為世界遗产。

## 簡介
東艾野生生物保護區大部分地區為原始森林，根據1992年3月10日至17日的泰國內閣決議，將此地設為森林保護區。後泰國皇家森林局調查此地區後，設立野生生物保護區。該地區有多樣化的地形、包括平原、山丘、高原等，最低點海拔230公尺，最高點685公尺。泰國348國道從保護區邊緣經過。當地氣候一年可分為熱季、雨季、涼季三個季節，熱季約為二至五月、雨季六至十月、涼季十一月至隔年一月。
東艾野生生物保護區是許多野生生物的家園，包括野生大象、野牛、爪哇野牛、老虎、鹿、麂、熊、鼷鹿、椰子貓、鬣狗、野豬、豹貓、漁貓、猴子、長臂猿等，已確認有150種動物。當地存在偷獵與非法砍伐的問題。此保護區尚未完整研究，區內人工設施不多，遊客人數亦不多。

## 世界遺產登錄
2005年7月，第29屆世界遺產委員會於南非德班召開，由泰國申報的項目「東巴耶延山－考愛山森林保護區」經大會通過，成為泰國第二個自然遺產，東艾野生生物保護區於名單之中，編號為590-005。
该世界遗产被认为满足世界遺產登錄基準中的以下基準而予以登錄：
- （x）拥有最重要及显著的多元性生物自然生态栖息地，包含从保育或科学的角度来看，符合普世价值的濒临绝种动物种。

| 世界遺產編號 | 名稱               | 所在地               | 保護範圍   |
| ------------ | ------------------ | -------------------- | ---------- |
| 590-005      | 東艾野生生物保護區 | 14°12'0"N 102°35'0"E | 31,300公頃 |

## 外部連結
- 泰國觀光局－東艾野生生物保護區 （页面存档备份，存于） （英文）